# Ak5
АК-5 (Automatkarbin 5 — автоматический карабин 5) — шведский автоматический карабин, разработанный компанией Bofors Carl Gustav AB на основе FN FNC. 

## История
По результатам конкурса на новый 5,56-мм автомат (для замены Ak 4) летом 1982 года Швеция купила у Бельгии лицензию на производство автомата FN FNC. Начало поставки в войска новых автоматов было запланировано на 1985 год (после организации серийного производства автоматов и патронов 5,56х45 мм SS109 для них). В 1984 году из государственного бюджета были выделены средства на покупку первых 80 тыс. автоматов.
В настоящее время это оружие используется шведской армией и полицией, а также в полиции Норвегии, и в армии Венесуэлы (было закуплено 100 000 единиц).

## Описание
Шведский автомат повторяет бельгийский за исключением нескольких изменений, выполненных для большего соответствия северному климату:
- повышенные живучесть некоторых деталей и стойкость металлических поверхностей против коррозии за счёт специальной обработки;
- рукоятка заряжания сделана более удобной для бойцов, носящих зимние перчатки;
- приклад и цевьё удлинены;
- изменён прицел.

Также из УСМ был исключён режим стрельбы фиксированными очередями по 3 выстрела.

## Варианты
- АК-5 — базовый вариант.
- АК-5B — «снайперский» вариант с демонтированным открытым прицельным приспособлением, вместо которого установлен 4x кратный оптический прицел SUSAT L9A1, а также упором-подушкой под щёку на прикладе.
- АК-5C — вариант с демонтированным открытым прицельным приспособлением, вместо которого установлена планка Пикатинни для установки различных прицелов. А также с регулируемым по длине складным прикладом, новым цевьём и пламегасителем.[4]Оснащён кнопкой затворной задержки.
- АК-5D — компактный вариант с укороченным стволом и планкой Пикатинни для десантников и экипажей боевых машин.
- Ak 5 med Granattillsats — АК-5 с подствольным гранатомётом М203, используемый морской пехотой и рейнджерами.